# 송일국
송일국(宋一國, 1971년 10월 1일~)은 대한민국의 배우이다.

## 학력
- 서울압구정국민학교(졸업)
- 압구정중학교(졸업)
- 현대고등학교(졸업)
- 청주대학교 예술대학(연극영화학 / 학사)
- 중앙대학교 예술대학원(공연영상학 / 석사)

## 약력

### 어린 시절과 성장 과정
1971년 10월 1일 서울에서 아버지 송정웅과 어머니 김을동 사이에서 1남 1녀 중 장남으로 태어났다. 2살 연하의 여동생 송송이는 1992년 SBS 공채 2기 탤런트이다.
어린 시절에는 사업과 방송 활동으로 바쁜 부모님 탓에 외조모 아래에서 성장하였다. 100kg가 넘는 체중과 좋지 않은 시력으로 4급 보충역 판정을 받아 방위 복무가 확정되어 육군 제 52사단의 무기관리병으로 복무했다.1996년 미국에 어학연수를 떠났지만 이듬해 IMF로 인해 귀국했다.
또한 서울 현대고등학교 시절에는 미대 진학이 꿈이었을 정도로 예술에 관심이 많아 미대 진학을 위해 4수를 하기도 했는데, 대학 입시에서 연달아 고배를 마시자 연기자인 어머니로부터 무대미술을 공부해 보는 게 어떻겠냐는 권유를 받고 생각을 바꿔 청주대 연극영화학과에 진학했다. 2007년에는 중앙대 예술대학원 공연영상학과에 입학하여 2009년 졸업하였다.

### 배우 데뷔와 경력
송일국은 1997년 당시 어머니 김을동이 출연하고 있던 드라마 《용의 눈물》 촬영장에 우연히 방문하게 되었는데, 촬영장에서 만난 유동근으로부터 '만약 내가 네 조건이면 차라리 배우 하겠다.'라는 말을 들었다고 한다. 이를 계기로 가족들 몰래 1998년 MBC 공채 27기 탤런트에 응시해 연예계에 데뷔하게 되었다. 연기자로 데뷔 이후, 드라마 《애드버킷》, 《해바라기》, 《왕초》등의 드라마에 단역으로 출연했지만 큰 주목을 받지 못하고 오랜 시간 무명으로 지내다 2001년에 방송된 단막극 《베스트극장 - 미인시대》를 계기로 점차 주목을 받기 시작한다. 이 작품을 본 KBS측의 제의를 받아 드라마 《인생화보》의 남자주인공으로 캐스팅되어 2002년 KBS 연기대상에서 신인연기상을 수상했다. 또한 데뷔 초기에는 독립운동가이자 정치인이었던 장준하에서 따 온 장준하라는 예명으로 활동했으나 드라마 《거침없는 사랑》에 출연하면서부터 다시 본명으로 활동하였다.
이후 드라마 《장희빈》(2003), 《보디가드》(2003), 《물꽃마을 사람들》(2004)에서 주·조연 등으로 연기력을 쌓다가던 중이던 2004년 드라마 《애정의 조건》에서 한가인의 상대역으로 출연하며 시청률 40%를 돌파하는데 큰 공헌을 하며 주목을 받기 시작했다. 2004년 11월에는 병역비리에 걸린 한재석을 대신해 채시라의 추천을 받아 드라마 《해신》에서 염장 역을 맡아 열연하여 스타급 배우로 성장하였으며, 2005년에는 스크린으로 활동 영역을 넓혀 손예진과 호흡을 맞춘 영화 《작업의 정석》으로 관객수 250만을 동원하여 흥행스타 반열에도 올랐다. 2006년에는 MBC 드라마 《주몽》에서 주몽 역으로 열연해 50%가 넘는 높은 시청률을 기록하며 국내외에서도 뜨거운 인기를 누리며 그 해 MBC 연기대상 시상식에서 연기자 데뷔 8년만에 대상을 받는 영예를 누렸다. 4박 5일 일정으로 조선민주주의인민공화국 평양, 고구려 유적지를 방문하기도 했다. 이후, 드라마 《로비스트》(2007), 《바람의 나라》(2008), 《신이라 불리운 사나이》(2010), 《강력반》(2011), 《발효가족》(2012) 등에 출연했다.
송일국은 배우 활동 외에도 여러 단체의 홍보대사를 역임하는등 2001년부터 매년 역사 대장정 등 활발히 활동하고 있으며, 철인 3종 경기(트라이애슬론) 예찬론자로 실제로 매년 철인 3종 경기 대회에 출전하고 있다.

### 결혼과 가족 관계
송일국은 2003년부터 친분있던 한 연예부 기자로부터 2006년말 드라마 《주몽》에 출연하고 있을 시기에 당시 사법연수생이던 현재의 아내 정승연씨를 소개받아 연인관계로 발전하였으며, 2007년 3월에는 송일국이 5살 연하의 예비 법조인과 교제중인 사실이 언론에 보도 되기도 했다.
2008년 1월, 언론을 통해 결혼 소식을 전한 그는 3월 15일 서울 쉐라톤워커힐호텔에서 퓨전형 전통혼례로 결혼식을 올렸다. 송일국의 아내는 서울대학교 법대를 나온 법조인으로 알려졌다.
2012년 3월 16일 아침, 결혼 4년만에 "대한, 민국, 만세"라는 이름의 세쌍둥이를 득남했다. 2014년 7월부터 예능 프로그램 《해피선데이 - 슈퍼맨이 돌아왔다》에 고정출연하며 제2의 마스코트로 삼둥이라는 별명으로 대중들로부터 많은 사랑을 받았다. 2016년 2월 7일에는 KBS 1TV 드라마 장영실 촬영으로 하차하였으나 지금도 많은 사람들에게 지속적인 관심을 받고 있다.

### 캐스팅 일화
송일국은 2005년 드라마 《불멸의 이순신》의 이순신 역으로 캐스팅되어 최종 결재만 남은 상태였으나, 총선 선거투표일 3일 전 교체되는 고배를 마시기도 했다. 당시 송일국은 이순신 역할에 캐스팅되면서 이순신 역할에 준비하며 총선을 앞두고 있던 상태에서 선거에 영향을 미치는 것을 우려로 총선이 끝날 때까지 기자에게 기사화 하지 말라는 당부와 선거운동 등 총선 관련에는 일절 관련하지 않고 있다가 총선을 열흘 앞두고 한 일간지에서 이순신 역 캐스팅 기사화가 되었다. 송일국은 기사가 난 이후에도 제작진에게선 “캐스팅에 변동은 없을 테니 준비 잘하고 있으라”라고 말했다가 갑작스럽게 김명민으로 교체되었다고 한다. 한편, 이순신 역 캐스팅 기사화한 기자는 송일국에게 사과했다.

## 출연 작품

### 드라마
| 연도          | 작품                                      | 역할                                                           | 비고     |
| ------------- | ----------------------------------------- | -------------------------------------------------------------- | -------- |
| 2016년        | 《장영실》                                | 장영실 역                                                      |          |
| 2011년~2012년 | 《발효가족》                              | 기호태                                                         |          |
| 2011년        | 《강력반》                                | 박세혁                                                         |          |
| 2010년        | 주말 특별기획 《신이라 불리운 사나이》    | 최강타 (피터팬)                                                |          |
| 2008년~2009년 | 《바람의 나라》                           | 무휼 대무신왕                                                  |          |
| 2007년        | 《로비스트》                              | 해리 김                                                        |          |
| 2006년~2007년 | 월화 특별기획 《주몽》                    | 주몽 동명성왕                                                  |          |
| 2005년        | 《바람꽃》                                | 윤태주                                                         | 우정출연 |
| 2004년~2005년 | 수목 특별기획 《해신》                    | 염장                                                           |          |
| 2004년        | 주말연속극 《애정의 조건》                | 나장수                                                         |          |
| 2004년        | 《물꽃마을 사람들》                       | 강성우                                                         |          |
| 2003년        | 《사막의 샘》                             | 기현                                                           | 단막극   |
| 2003년        | 《보디가드》                              | 한성수                                                         |          |
| 2003년        | 《천년의 꿈》                             | 태상                                                           | 단막극   |
| 2002년~2003년 | 《인생화보》                              | 신형식                                                         |          |
| 2002년~2003년 | 《장희빈》                                | 김춘택                                                         |          |
| 2002년        | 《골목 안 사람들》                        | 이석종                                                         |          |
| 2002년        | 《거침없는 사랑》                         | 나영재                                                         |          |
| 2001년        | 《MBC 베스트극장 - 미인시대》             |                                                                | 단막극   |
| 2001년        | 수목 미니시리즈 《가을에 만난 남자》      |                                                                | 단역     |
| 2001년        | 일일연속극 《결혼의 법칙》                |                                                                | 단역     |
| 2000년        | 《MBC 베스트극장 - 부부십계명》           |                                                                | 단막극   |
| 2000년        | 《뉴 논스톱》                             |                                                                | 단역     |
| 2000년        | 《사랑은 아무나 하나》                    |                                                                | 단역     |
| 2000년        | 《당신 때문에》                           |                                                                | 단역     |
| 2000년        | 《이브의 모든 것》                        | 이승걸                                                         | 단역     |
| 2000년        | 《세 친구》                               |                                                                |          |
| 1999년        | 수목 미니시리즈 《햇빛속으로》            |                                                                | 단역     |
| 1999년        | 《날마다 행복해》                         |                                                                | 단역     |
| 1999년        | 《마지막 전쟁》                           |                                                                | 단역     |
| 1999년        | 《MBC 베스트극장 - 아빠 애인의 남자친구》 |                                                                | 단역     |
| 1999년        | 《우리가 정말 사랑했을까》                |                                                                | 단역     |
| 1999년        | 《왕초》                                  |                                                                | 단역     |
| 1999년        | 《남자 셋 여자 셋》                       | 1999년 2월 문화대학교 사회체육학과 졸업생 대표인 28세의 최현준 |          |
| 1998년~1999년 | 수목 미니시리즈 《해바라기》              |                                                                | 단역     |
| 1998년        | 《애드버킷》                              | 세병그룹 기획조정실 권세용 실장 부하 역                        | 단역     |

### 영화
| 연도   | 작품            | 역할   | 비고 |
| ------ | --------------- | ------ | ---- |
| 2015년 | 《타투》        | 한지순 |      |
| 2014년 | 《현기증》      | 상호   |      |
| 2014년 | 《플라이 하이》 | 창범   |      |
| 2005년 | 《레드아이》    | 찬식   |      |
| 2005년 | 《작업의 정석》 | 서민준 |      |

### 연극
| 연도                   | 작품          | 역할           | 비고    |
| ---------------------- | ------------- | -------------- | ------- |
| 2010년, 2011년, 2014년 | 《나는 너다》 | 안중근, 안준생 | 1인 2역 |

## 그외 출연

### 교양
| 연도                                | 프로그램                                                                              | 역할     | 비고          |
| ----------------------------------- | ------------------------------------------------------------------------------------- | -------- | ------------- |
| 2014년 4월 16일                     | 《생로병사의 비밀》 500회 특집 3부작 '코리안 닥터스' 1부 '세계 중심에 서다'           | 내레이션 | [ 38 ]        |
| 2013년 4월 10일, 4월 17일, 4월 24일 | 《생로병사의 비밀》 공영방솔 40주년 특집 '100세 시대, 신인류의 조건'                  | 내레이션 | 3주 연속 방송 |
| 2011년 8월 21일                     | 《SBS 스페셜》 특집 2부작 '대한민국에 정의를 묻다' 1부 '당신은 늑대입니까, 양입니까?' | 내레이션 | 다큐멘터리    |
| 2011년 8월 15년                     | 광복절 특집 《대륙에 떨친 우리의 민족혼》                                             | 내레이션 | 다큐멘터리    |
| 2011년 6월 10일                     | 《MBC 스페셜》 '고기 랩소디'                                                          | 내레이션 | 다큐멘터리    |

### 예능

#### 고정 출연
| 연도                            | 프로그램                           | 역할      | 비고                                          |
| ------------------------------- | ---------------------------------- | --------- | --------------------------------------------- |
| 2014년 7월 6일 ~ 2016년 2월 7일 | 《해피선데이 - 슈퍼맨이 돌아왔다》 | 고정 출연 | 세쌍둥이 아들 대한, 민국, 만세(삼둥이)와 출연 |

#### 게스트 출연
| 연도                                          | 프로그램                                                  | 역할        | 비고               |
| --------------------------------------------- | --------------------------------------------------------- | ----------- | ------------------ |
| 2013년 5월 13일                               | 《힐링투어 - 야생의 발견》                                | 게스트      |                    |
| 2013년 4월 22일                               | 《백지연의 피플인사이드》                                 | 게스트      |                    |
| 2012년 8월 19일, 9월 19일, 9월 23일, 10월 7일 | 《해피선데이 - 남자의 자격》 죽기 전에 해야 할 101가지 편 | 특별 게스트 | 철인 3종 경기 감독 |
| 2012년 7월 21일                               | 《2012 희망로드 대장정》                                  | 게스트      |                    |
| 2012년 4월 19일                               | 《현장 토크쇼 택시》                                      | 게스트      |                    |
| 2011년 3월 3일                                | 《해피투게더 시즌3》                                      | 게스트      |                    |
| 2007년 3월 24일                               | 《느낌표 - 역사원정대》                                   | 게스트      |                    |
| 2006년 5월 6일                                | 《느낌표 - 산 넘고 물건너》                               | 게스트      |                    |
| 2006년 5월 5일                                | 《유재석, 김원희의 놀러와》                               | 게스트      |                    |
| 2004년 8월 16일                               | 《이홍렬, 박주미의 여유만만》                             | 게스트      |                    |
| 2003년 1월 27일                               | 《강석우, 박미선의 행복채널》                             | 게스트      |                    |

### 뮤직 비디오
- 2004년 조은 2집 - 《슬픈연가》

### 라디오 프로그램
- 2016년 EBS FM 《EBS 책 읽는 라디오 낭독 시리즈》

## 경력
- 2015년 6월 건강보험심사평가원 홍보대사
- 2014년 6월 대한적십자사 홍보대사
- 2013년 8월 체육인재육성재단 홍보대사
- 2010년 10월 G20 성공기원 대한민국 국궁페스티벌 홍보대사
- 2010년 2월 2018 평창동계올림픽유치위원회 홍보대사[41]
- 2010년 1월 충청남도 홍보대사
- 2009년 4월 미국 하와이 한류대사
- 2003년 11월 대한트라이애슬론연맹 부회장 겸 트라 이애슬론 홍보대사[42]
- 2007년 12월 국가보훈처 나라사랑 호보대사[43]
- 2007년 4월 국세청 명예홍보위원[44]
- 2007년 3월 서울특별시 홍보대사
- 2006년 12월 경상남도 통영시 명예시민
- 2006년 10월 손기정 평화마라톤대회 홍보대사

### 광고
| 방송년도      | 기업명             | 브랜드명                                           | 종류             | 비고                                                             |
| ------------- | ------------------ | -------------------------------------------------- | ---------------- | ---------------------------------------------------------------- |
| 2015년~       | 건강보험심사평가원 | 건강보험심사평가원                                 | 공익광고         | 2015년 양희은 내레이션, 2016년 서현진 공동출연                   |
| 2015년~       | 하나금융그룹       | KEB하나은행                                        | 금융             | 대한, 민국, 만세 단독 출연 및 김수현, 하지원 공동출연            |
| 2015년~       | 사노피파스퇴르     | 이모젭                                             | 일본뇌염백신     | 대한,민국, 만세 단독출연                                         |
| 2015년~       | 섀르반             | 섀르반키즈                                         | 아동복           | 대한, 민국, 만세 단독출연                                        |
| 2015년~       | 포스코건설         | 송도더샵센트럴시티                                 | 아파트           | 대한, 민국,만세 단독출연                                         |
| 2015년~       | LG전자             | 휘센 제습기                                        | 제습기           | 대한, 민국, 만세 단독출연                                        |
| 2015년~       | LG전자             | 트롬 트윈워시                                      | 세탁기           | 대한, 민국, 만세 단독 출연                                       |
| 2015년~       | 동원F&B            | 동원 참치                                          | 식품             | 대한, 민국, 만세 단독 출연                                       |
| 2015년~       | LG전자             | 휘센 듀얼 에어컨                                   | 에어컨           | 대한, 민국, 만세 단독 출연                                       |
| 2015년~       | 한국코카콜라       | 미닛메이드 홈스타일                                | 주스음료         | 대한, 민국, 만세와 공동 출연                                     |
| 2015년~       | 현대자동차그룹     | 기아자동차 2015 카니발 리무진                      | 자동차           | 대한, 민국, 만세와 공동 출연                                     |
| 2015년~       | 하나금융그룹       | 하나은행, 외환은행 '대한민국만세 정기예금 및 적금' | 금융             | 대한, 민국, 만세 단독 출연 및 모델 확정, 김수현, 하지원 공동출연 |
| 2014년~       | FILA               | FILA 아웃도어                                      | 아웃도어         |                                                                  |
| 2014년~       | 하나금융그룹       | 하나카드 '나만 바라보는 카드'                      | 금융             | 대한, 민국, 만세 단독 출연                                       |
| 2014년        | 삼성전자           | 갤럭시노트4 극장용 버전 '나의 스마트폰을 지켜줘'   | 스마트폰         | 대한, 민국, 만세와 공동 출연                                     |
| 2014년~       | 쎌바이오텍         | 프로바이오틱스 듀오락                              | 유산균 전문기업  | 대한, 민국, 만세와 공동 출연                                     |
| 2014년        | LG패션             | 마에스트로 2014 F/W 화보                           | 남성정장         | 대한, 민국, 만세와 공동 출연                                     |
| 2013년        | 삼성생명           | 삼성생명 종신보험                                  | 보험             |                                                                  |
| 2013년        | (주)프라도         | 프라도                                             | 캠핑용품전문업체 |                                                                  |
| 2008년        | 롯데건설           | 롯데 펜트하임 갤러리움센텀 롯데 인벤스             | 아파트           | 부산 지역 광고                                                   |
| 2007년        | 신한금융그룹       | 신한은행                                           | 금융             |                                                                  |
| 2007년        | GM대우(현 한국GM)  | 원스톰                                             | 자동차(SUV)      |                                                                  |
| 2007년        | 국가 보훈처        | 나라사랑 캠페인                                    | 공익광고         |                                                                  |
| 2006년~2007년 | FnC코오롱          | 맨스타                                             | 남성정장         |                                                                  |
| 2005년        | 한국토지공사       | 한국토지공사                                       | 공익광고         |                                                                  |
| 2005년        | 국순당             | 백세주                                             | 주류             |                                                                  |
| 2005년        | LG전자             | 스톰                                               | 식기세척기       | 이수경과 공동 출연                                               |
| 2004년        | 해태음료           | 썬키스트 NFC                                       | 주스음료         |                                                                  |
| 2004년        | 농심               | 신라면                                             | 식품             |                                                                  |

## 수상 및 후보
| 연도 | 시상식                            | 부문                                 | 출연 작품                               | 수상 | 비고   |
| ---- | --------------------------------- | ------------------------------------ | --------------------------------------- | ---- | ------ |
| 2002 | KBS 연기대상                      | 남자 신인연기상                      | TV소설 -《인생화보》, 《거침없는 사랑》 | 수상 |        |
| 2003 | KBS 연기대상                      | 남자 우수연기상                      | 《보디가드》, 《장희빈》                | 후보 |        |
| 2004 | MBC 연기대상                      | 남자 신인연기상                      | 《물꽃마을 사람들》                     | 후보 |        |
| 2004 | KBS 연기대상                      | 베스트 커플상 (With 한가인)          | 《애정의 조건》                         | 수상 |        |
| 2004 | KBS 연기대상                      | 남자 우수연기상                      | 《애정의 조건》                         | 후보 |        |
| 2005 | KBS 연기대상                      | 남자 우수연기상                      | 《해신》                                | 수상 |        |
| 2005 | KBS 연기대상                      | 남자 인기상                          | 《해신》                                | 수상 |        |
| 2005 | KBS 연기대상                      | 베스트 커플상 (With 수애)            | 《해신》                                | 수상 |        |
| 2005 | KBS                               | 바른 언어상                          | 빈칸                                    | 수상 | [ 48 ] |
| 2006 | 제19회 그리메상                   | 최우수 남자연기자상                  | 《주몽》                                | 수상 |        |
| 2006 | 제14회 대한민국문화연예대상       | 탤런트부문 대상                      | 《주몽》                                | 수상 |        |
| 2006 | MBC 연기대상                      | 대상                                 | 《주몽》                                | 수상 |        |
| 2006 | MBC 연기대상                      | 남자 최우수연기상                    | 《주몽》                                | 수상 |        |
| 2006 | MBC 연기대상                      | 남자 인기상                          | 《주몽》                                | 후보 |        |
| 2006 | MBC 연기대상                      | 베스트 커플상 (with 한혜진)          | 《주몽》                                | 후보 |        |
| 2007 | 제19회 한국PD대상                 | 출연자상(배우 부문)                  | 《주몽》                                | 수상 |        |
| 2007 | 제43회 백상예술대상               | TV부문 남자 최우수연기상             | 《주몽》                                | 후보 |        |
| 2007 | 제34회 한국방송대상               | 탤런트상                             | 《주몽》                                | 후보 |        |
| 2007 | 제41회 납세자의 날                | 국무총리 표창                        | 빈칸                                    | 수상 |        |
| 2007 | SBS 연기대상                      | 남자 최우수연기상                    | 《로비스트》                            | 후보 |        |
| 2008 | KBS 연기대상                      | 남자 최우수연기상                    | 《바람의 나라》                         | 수상 |        |
| 2008 | KBS 연기대상                      | 베스트 커플상 (With 최정원)          | 《바람의 나라》                         | 수상 |        |
| 2009 | 제4회 아시아 모델 페스티벌 시상식 | 아시아 스타상                        | 빈칸                                    | 수상 |        |
| 2009 | 제45회 백상예술대상               | TV부문 남자 최우수연기상             | 《바람의 나라》                         | 후보 |        |
| 2011 | 제2회 대한민국대중문화예술상      | 문화체육관광부장관 표창              | 빈칸                                    | 수상 |        |
| 2011 | KBS 연기대상                      | 미니시리즈부문 남자 우수연기상       | 《강력반》                              | 후보 |        |
| 2012 | 밝은사회클럽 세계평화봉사대상     | 연예인봉사부문                       | 빈칸                                    | 수상 |        |
| 2013 | 제2회 사극드라마축제              | 대한민국을 빛낸 사극스타상           | 빈칸                                    | 수상 | [ 49 ] |
| 2014 | KBS 연예대상                      | PD 특별상                            | 《슈퍼맨이 돌아왔다》                   | 수상 |        |
| 2014 | KBS 연예대상                      | 인기상 (송대한, 송민국, 송만세 수상) | 《슈퍼맨이 돌아왔다》                   | 수상 |        |
| 2015 | KBS 연예대상                      | 쇼·오락부문 남자 우수상              | 《슈퍼맨이 돌아왔다》                   | 수상 |        |
| 2016 | KBS 연기대상                      | 대상                                 | 《장영실》                              | 후보 |        |
| 2016 | KBS 연기대상                      | 남자 최우수연기상                    | 《장영실》                              | 후보 |        |
| 2016 | KBS 연기대상                      | 중편드라마부문 남자 우수연기상       | 《장영실》                              | 수상 |        |
| 2016 | KBS 연기대상                      | 남자 네티즌상                        | 《장영실》                              | 후보 |        |

## 사건 및 사고

### 김순희 사건
2008년 1월 17일, 프리랜서 기자인 김순희 기자는 송일국이 취재하러 온 자신을 주먹으로 폭행해 치아가 세 개 부러지는 등 전치 6개월의 부상을 입었다고 고소했고, 송일국은 김기자와 이를 악의적으로 보도한 언론사를 상대로 명예훼손 등으로 맞고소를 했다. 두 차례의 검찰 조사와 거짓말 탐지기 조사, 그리고 김기자의 의료 기록을 분석한 결과, 김기자가 송일국 때문에 다쳤다는 치아가 실제로는 1월 17일 이전에 병원에서 치료받았다는 사실을 밝혀냈다. 이에 따라 2008년 3월 17일 송일국은 무혐의 처리되었고, 김기자는 무고죄로 불구속 기소되었다. 송일국이 무혐의 처리됨에도 불구하고, 김기자는 다음날 기자회견을 열어 항고의 뜻을 밝혔으며, 송일국 측은 재판을 계속 이어나가겠다는 뜻을 밝혔다. 이후에 김순희 기자는 2009년 8월 19일 징역 8월의 선고를 받고 법정 구속되었으며, 이에 불복한 김순희 기자가 2009년 8월 21일에 상고장을 제출했으나 11월12일 실형 8월이 확정됐다. 또한 5억원 민사소송에서 서울중앙지방법원은 1억 원을 배상하라고 판결하였다. 재판부는 김순희 기자가 허위 사실을 기사 자료로 제공하고 고소까지 해 송일국의 이미지에 타격을 줬으며, 무고와 명예훼손으로 유죄를 확정받고도 잘못을 시인하지 않는 점 등을 고려했다고 밝혔다. 한편, 김순희에게 5억원, 폭행설을 최초로 보도한 한 스포츠서울와 기사를 작성한 해당기자에게는 총 15억원의 손해배상을 청구하였다. 이후 스포츠서울에서 정정보도를 하여 송일국측은 취하하였고, 끝까지 진실을 규명할 것이며, 어려움을 겪는 이웃에게 배상금 전액을 기부하겠다는 뜻을 밝혔다.

### 얼굴 상처 소동
2014년 9월 17일 SNS에서 "시민들이 삼둥이를 만지려다 삼둥이들중에 한명이 다쳤다. 민국이는 얼굴에 상처까지 났다"라는 글과 함께 사진 한 장이 게재되었다. 공개된 사진 속에는 송일국의 세 쌍둥이 중 둘째 민국이 얼굴에 상처가 난 모습이 포착되어 눈길을 끌었다. 사건의 전말은 이렇다. 인천 연수구에서 진행된 2014 인천 아시아경기대회 성화 봉송에 삼둥이와 함께 달렸고 시민들이 삼둥이를 만지다가 상처를 입혔다고 주장했다는 루머가 퍼져 나갔다. 이에 9월 18일 소속사측은 밝혔다. 송일국은 "둘째 민국이가 성화 봉송 과정에서 행인들이 얼굴을 만져 상처를 입었다는 이야기는 사실이 아니다"라며 단지 "민국이 얼굴에 있는 상처는 성화 봉송 전날 자다가 스스로 자기 얼굴을 긁어 생긴 것"이라고 상처의 이유로 해명했다.